# Stefan Bellof
Stefan Bellof, född 20 november 1957 i Giessen, 
död 1 september 1985 i Spa i Belgien, var en i tysk racerförare.

## Racingkarriär
Bellof tävlade i formel 1 för Tyrrell under två säsonger under 1980-talet. Hans största framgång var fjärdeplatsen i Detroit 1985. Större delen av hans korta karriär ägnades emellertid åt sportvagnsracing. Bellof körde mestadels Porsche och han innehar fortfarande rekordet från Nürburgrings nordslinga, där han var den förste att köra ett varv med högre medelhastighet än 200 km/h, och hans rekord stod sig ända fram till juni 2018.
Bellof tävlade i Spa 24-timmars och försökte köra om Jacky Ickx i Eau Rouge när bilarna kolliderade. Bellofs bil for in i skyddsräcket i hög fart och tysken avled av skadorna. Bellof blev 27 år.

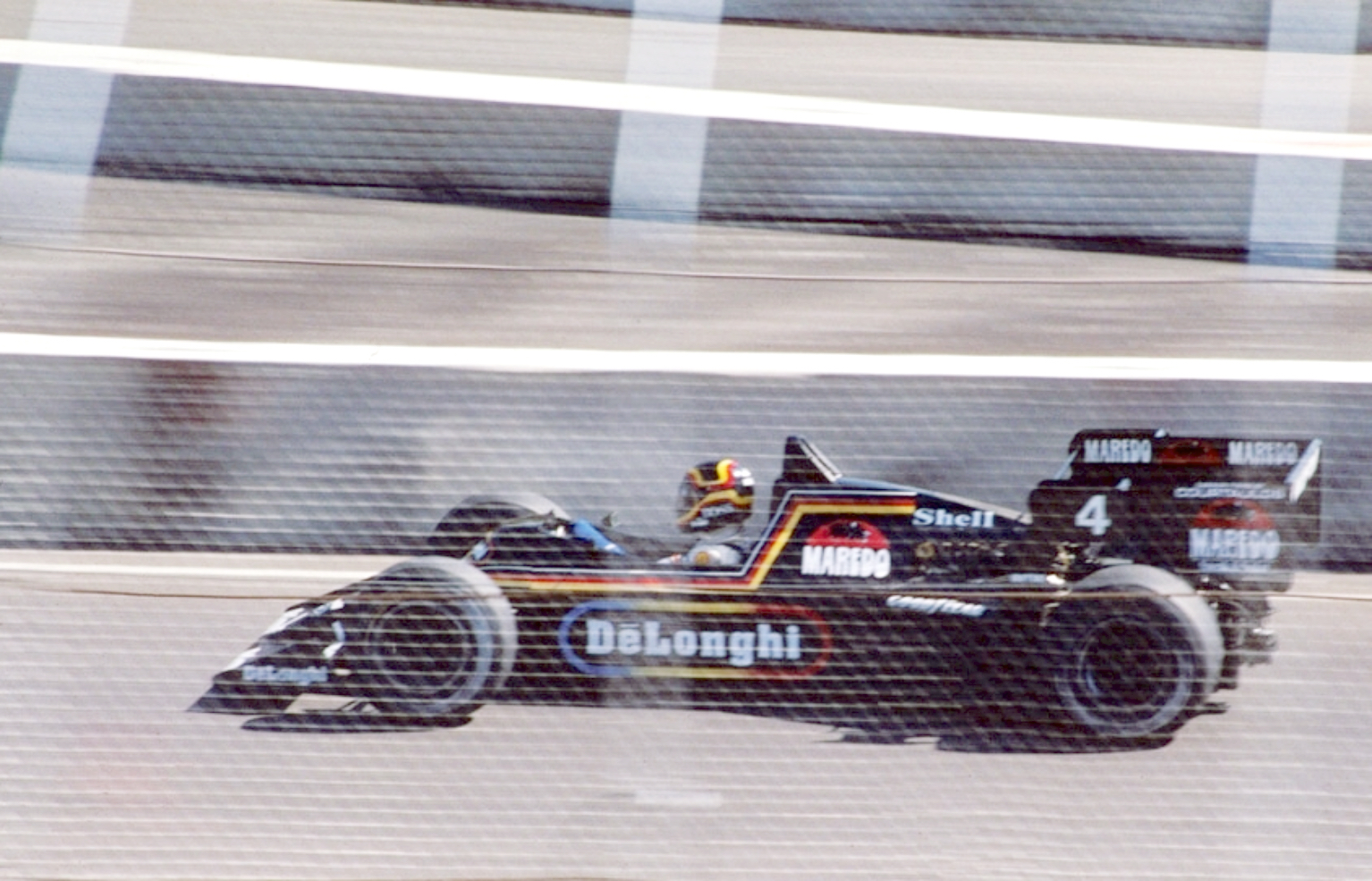
Stefan Bellof i Tyrrell-Ford i.

## F1-karriär
| Säsong | Stall/Tillverkare            | Poäng | Placering |
| ------ | ---------------------------- | ----- | --------- |
| 1984   | Tyrrell-Ford                 | 0     | –         |
| 1985   | Tyrrell-Ford Tyrrell-Renault | 4     | 16        |